# CONCACAF Futsal Championship 2012
Il CONCACAF Futsal Championship 2012 è la quinta edizione del torneo e si è disputato dal 2 all'8 luglio 2012 a Città del Guatemala.
Il torneo è vaildo anche come qualificazione alla FIFA Futsal World Cup 2012: le quattro semifinalisti saranno qualificate come rappresentanti della CONCACAF.

## Qualificazioni
Saint Kitts e Nevis si è qualificata in seguito al ritiro delle avversarie, mentre Canada e El Salvador si sono affrontate per determinate l'ultimo posto del gruppo A.
| Squadra 1 | Totale | Squadra 2   | Andata | Ritorno |
| --------- | ------ | ----------- | ------ | ------- |
| Canada    | 7 – 6  | El Salvador | 1 – 4  | 6 – 2   |

| Città del Guatemala 28 giugno 2012                                    | Canada    | 1 – 4 (1-2)               | El Salvador | Domo Polideportivo |
| \| \| \| \| \| Elliot 3’ \| Marcatori \| 3’, 19’, 27’, 36’ Rosales \| |           |                           |             |                    |
|                                                                       |           |                           |             |                    |
| Elliot 3’                                                             | Marcatori | 3’, 19’, 27’, 36’ Rosales |             |                    |

| Città del Guatemala 29 giugno 2012                                                                                          | El Salvador | 2 – 6 (0-2)                                                              | Canada | Domo Polideportivo |
| \| \| \| \| \| Rosales 32’, 40’ \| Marcatori \| 14’ (aut.) Chavez 14’ Yaques 22’ Laliberté 26’ Elliot 40’ Rios 40’ Lemos \| |             |                                                                          |        |                    |
| |             |                                                                          |        |                    |
| Rosales 32’, 40’ | Marcatori   | 14’ (aut.) Chavez 14’ Yaques 22’ Laliberté 26’ Elliot 40’ Rios 40’ Lemos |        |                    |

## Fase a gironi

### Gruppo A
| Squadra     | Pti | G | V | N | P | GF | GS | DR |
| ----------- | --- | - | - | - | - | -- | -- | -- |
| Guatemala   | 9   | 3 | 3 | 0 | 0 | 14 | 6  | +8 |
| Panama      | 6   | 3 | 2 | 0 | 1 | 15 | 12 | +3 |
| Stati Uniti | 3   | 3 | 1 | 0 | 2 | 6  | 9  | -3 |
| Canada      | 0   | 3 | 0 | 0 | 3 | 10 | 18 | -8 |

| Arbitri: | Héctor Mesen Geovanny López |

|                      |           |                                      |
| Perez 15’ Chiles 27’ | Marcatori | 6’, 14’, 15’, 39’ Lasso 40’ Alvarado |

| Arbitri: | Antonio Álvarez Sergio Cabrera |

|                                                                |           |                                       |
| Aguilar 12’ Escobar 12’, 20’, 23’, 34’ Ramirez 24’ Estrada 24’ | Marcatori | 9’ (aut.) de León 10’ Rios 16’ Yaques |

| Arbitro: | Sergio Cabrera |

|                       |           |                                 |
| Xavier 7’ Bennett 30’ | Marcatori | 17’ Healey 30’ Pérez 33’ Chiles |

| Arbitro: | Francisco Rivera |

|                                              |           |                         |
| Acevedo 1’, 29’ de León 14’, 27’ Estrada 24’ | Marcatori | 31’ Bello 32’ Goodridge |

| Arbitro: | Francisco Rivera |

|                                                               |           |                                                 |
| Hinks 2’, 18’, 33’ Lasso 3’, 20’ Goodridge 20’ Pérez 26’, 36’ | Marcatori | 7’, 8’ DeBlasio 20’, 22’ (rig.) Rios 38’ Yaques |

| Arbitro: | Héctor Mesen |

|                         |           |             |
| Gonzalez 5’ Aguilar 34’ | Marcatori | 10’ Stewart |

### Gruppo B
| Squadra             | Pti | G | V | N | P | GF | GS | DR  |
| ------------------- | --- | - | - | - | - | -- | -- | --- |
| Costa Rica          | 7   | 3 | 2 | 1 | 0 | 13 | 6  | +7  |
| Messico             | 7   | 3 | 2 | 1 | 0 | 14 | 9  | +5  |
| Cuba                | 3   | 3 | 1 | 0 | 2 | 12 | 7  | +5  |
| Saint Kitts e Nevis | 0   | 3 | 0 | 0 | 3 | 5  | 22 | -17 |

| Arbitri: | Wenceslao Aguilar Alexander Cline |

|                                  |           |                                              |
| Plata 8’ Limón 30’, 35’ Cati 34’ | Marcatori | 9’ Jerez 18’ Carvajal 35’ Cubillo 36’ Molina |

| Arbitri: | Leroy Brown Carlos González |

|  |           | |
|  | Marcatori | 4’ Chapman 6’, 30’, 32’ Morales 18’, 19’ Olivera 20’ Martínez 34’ Madrigal 36’ Portal 37’ Rodríguez |

| Arbitro: | Salvador Méndez |

|                                                |           |                                                   |
| Ramírez 7’ Cati 17’ Limón 19’, 35’ Morales 40’ | Marcatori | 7’ (aut.) Ramírez 9’ Lake 10’ Nurse 19’ Somersall |

| Arbitro: | Jason Krnac |

|            |           |                         |
| Olivera 7’ | Marcatori | 21’ Paniagua 32’ Brenes |

| Arbitro: | Shane Butler |

|                                                                            |           |          |
| Arias 17’, 24’, 40’ Cordoba 9’ Guevara 10’ Blanchette 10’ (aut.) Jerez 10’ | Marcatori | 13’ Lake |

| Arbitro: | Alexander Cline |

|             |           |                                                           |
| Morales 13’ | Marcatori | 7’ Plata 8’ Ramírez 27’ Estanislao 35’ Gonzalez 36’ Lopez |

## Fase a eliminazione diretta
|  | Semifinali | Semifinali | Semifinali |            |           | Finale          | Finale          | Finale          |  |
|  |            |            |            |            |           |                 |                 |                 |  |
|  | Guatemala  | Guatemala  | 3          |            |           |                 |                 |                 |  |
|  | Guatemala  | Guatemala  | 3          |            |           |                 |                 |                 |  |
|  | Messico    | Messico    | 0          |            |           |                 |                 |                 |  |
|  | Messico    | Messico    | 0          |            | Guatemala | Guatemala       | 2               |                 |  |
|  |            |            |            |            | Guatemala | Guatemala       | 2               |                 |  |
|  |            |            | Costa Rica | Costa Rica | 3         |                 |                 |                 |  |
|  | Costa Rica | Costa Rica | Costa Rica | Costa Rica | 3         | 4               |                 |                 |  |
|  | Costa Rica | Costa Rica |            |            |           | 4               |                 |                 |  |
|  | Panama     | Panama     | 1          |            |           | Finale 3º posto | Finale 3º posto | Finale 3º posto |  |
|  | Panama     | Panama     | 1          |            |           |                 |                 |                 |  |
|  |            |            |            |            |           |                 |                 |                 |  |
|  |            |            |            |            |           | Messico         | Messico         | 4               |  |
|  |            |            |            |            |           | Messico         | Messico         | 4               |  |
|  |            |            |            |            |           | Panama          | Panama          | 6 (dts)         |  |

### Semifinali
| Arbitro: | Sergio Cabrera |

|                                                     |           |          |
| Jerez 7’ (rig.) Molina 28’ Paniagua 30’ Cubillo 33’ | Marcatori | 31’ Mena |

| Arbitro: | Alexander Cline |

|                               |           |  |
| Escobar 24’ Gonzalez 36’, 37’ | Marcatori |  |

### Finale 3º-4º posto
| Arbitro: | Carlos González |

|                                                |           |                                          |
| Lasso 1’, 30’, 43’ Goodridge 3’, 49’ Pérez 29’ | Marcatori | 19’, 29’ Ramírez 26’ Rodríguez 27’ Plata |

### Finale
| Arbitro: | Sergio Cabrera |

|                         |           |                         |
| Aguilar 17’ Santizo 27’ | Marcatori | 7’, 24’ Arías 7’ Zuñiga |

## Classifica finale
| Pos. | Squadra             |
| ---- | ------------------- |
| 1    | Costa Rica          |
| 2    | Guatemala           |
| 3    | Panama              |
| 4    | Messico             |
| 5    | Cuba                |
| 6    | Stati Uniti         |
| 7    | Canada              |
| 8    | Saint Kitts e Nevis |

| Qualificate per la FIFA Futsal World Cup 2012 |